# Flevoland
Flevoland er en nederlandsk provins, beliggende i den centrale del af Nederlandene.
Flevoland grænser op til Overijssel og Gelderland mod øst, Utrecht mod syd, Noord-Holland mod vest og Friesland mod nord. Flevoland har et samlet areal på 2.412 km2, hvoraf 994 til over 1000 km2 udgøres af vand. Provinsen har 447.726 indbyggere (31. maj 2023), hvilket giver en befolkningstæthed på 317 indbyggere per km2.
Flevoland har kun været beboet i omkring 70 år, bortset fra Urk, som før var en ø. Provinsen består af indvundne områder fra den tidligere Zuiderzee, der blev inddæmmet i løbet af 1950'erne og 1960'erne. Flevoland har været en officiel nederlandsk provins siden 1986, hvor de to adskilte koge (nederlandsk: polder) Flevopolder og Noordoostpolder blev slået sammen i en provinsenhed.  
Flevolands provinshovedstad hedder Lelystad, hvor den lokale provinsadministration holder til. Provinsens største by er Almere. Kongens kommissær (nederlandsk: Commissaris van de Koning) i Flevoland er Leen Verbeek. Folkepartiet for Frihed og Demokrati (VVD) er med 7 pladser det største parti i provinsrådet. Frihedspartiet (PVV) er det næststørste parti, mens Kristendemokratisk Appel (CDA) og Socialistpartiet (SP) med 5 pladser hver konkurrerer om at være rådets tredje største parti.

## Etymologi
Flevoland er opkaldt efter den store sø Lacus Flevo, der ifølge romerske kilder lå syd for den senere Zuiderzee.

## Historie
Efter en stor oversvømmelse i 1916, bekendtgjorde den nederlandske regering at den store Zuiderzee skulle lukkes og inddæmmes, og opførelsen af Zuiderzeeanlægget blev iværksat. I 1932 åbnede dæmningen Afsluitdijk, der adskilte Zuiderzee fra Nordsøen. Zuiderzee blev efterfølgende kaldt IJsselmeer.
I 1939 blev den første del af den nye IJsselmeer-sø inddæmmet. Dette nye landområde, Noordostpolder (dansk: Nordøstkogen), omfattede bl.a. de tidligere øer Urk og Schokland, og blev i begyndelsen underlagt provinsadministrationen i Overijssel. I 1957 blev den sydøstlige del af Flevopolder (dansk: Flevokogen) inddæmmet, mens den sydvestlige del først blev inddæmmet i 1968. Disse to projekter adskilte sig markant fra den tidligere inddæmning af Noordostpolder: Et snævert vandløb blev bevaret langs den oprindelige kystlinje for at sikre de gamle fiskerbyers adgang til havet. Flevopolder er altså en kunstig ø midt i IJsselmeer. I 1986 opnåede Noordostpolder og Flevopolder provinsstatus.

## Geografi
Flevoland ligger i den centrale del af Nederlandene. Den grænser op til provinsen Friesland i nord, Noord-Holland i vest og Utrecht i syd. I øst grænser Flevoland op til provinserne Overijssel og Gelderland.
Flevoland er Nederlandenes tiende største provins. Den har et samlet areal på 2.412 km2, hvoraf 994 km2 udgøres af vand. Eksklusive vand er Flevoland Nederlandenes ellevte største provins. Den udgøres af de to koge Flevopolder og Noordostpolder.

### Flevopolder
Flevopolder består af Oosterlijk Flevoland (dansk: Østflevoland) og Zuidelijk Flevoland (dansk: Sydflevoland). Oosterlijk Flevoland blev inddæmmet i 1957, mens Zuidelijk Flevoland først blev inddæmmet i 1968. I modsætning til Noordostpolder er Flevopolder adskilt fra fastlandet af søerne Veluwemeer og Gooimeer. Det gør Flevopolder til verdens største kunstige ø.
Oosterlijk Flevoland og Zuidelijk Flevoland er egentlig to koge med en fælles hydroteknisk infrastruktur. De holdes adskilt af Knardijk-dæmningen, der i tilfælde af den ene kogs oversvømmelse kan holde den anden kog beskyttet. Knardijk-dæmningens to drænkanaler vil i sådan et tilfælde blive lukket af to sluseporte. Den dieseldrevne pumpestation Wortman ligger i Lelystad, mens de eldrevne stationer Lovink og Colijn ligger i henholdsvis Hardwijk og Ketelhaven.
Oosterlijk Flevoland er hjemsted for provinshovedstaden Lelystad, der blev anlagt i 1966. Den er opkaldt efter Cornelis Lely, som var idémanden bag Zuiderzeeanlægget. Lelystad er dog ikke Oosterlijk Flevolands ældste by: Dronten blev grundlagt allerede i 1962, mens Swifterbant og Biddinghuizen kom til i 1963. Disse tre byer har siden 1. januar 1972 udgjort Dronten Kommune.
Zuidelijk Flevoland har kun den dieseldrevne pumpestation De Blocq van Kuffeler. Da de to Flevopolder er hydroteknisk forbundne, understøttes De Blocq van Kuffeler dog af de tre pumpestationer på Oosterlijk Flevoland. Tilsammen regulerer de fire pumper vandstanden på begge koge. Almere på Zuidelijk Flevoland er Flevolands største by. Den er opkaldt efter Lacus Flevo, søens middelalderlige navn. Almere bestod oprindeligt af tre byer, der blev bygget i tre etaper: Almere-Haven (1976), Almere-Stad (1980) og Almere-Buiten (1984). I 2003 præsenterede Almere Kommune en ny strukturplan, der igangsatte opførelsen af tre nye byer: Overgooi i sydøst, Almere-Hout i øst og Almere-Poort i vest. Der er desuden planer om en fremtidig Almere-Pampus i nordvest med en potentiel ny bro over IJsselmeer til Amsterdam.
På Zuidelijk Flevoland finder man også Oostvaardersplassen. Dette naturområde består af damme, småøer og moser. Oprindeligt var Oostvaardersplassen afsat til industri, men en spontan udbredelse af sjældne plante- og dyrearter forvandlede området til fredet naturreservat. Der er planer om at forbinde Oostvaardsplassen med Veluwe-området.
Den centrale del af Zuidelijk Flevoland består af landbrugsland, mens den sydøstlige del udgøres af store skovområder. Her finder man også byen Zeewolde (1984), der blev ophøjet til kommune 1. januar 1984. Kommunen eksisterede med andre ord før byen af samme navn, men bestod indtil selve byens grundlæggelse kun af større og mindre gårde.

### Underinddelinger
Flevoland består kun af ét COROP-område: Flevoland. COROP-enhederne bruges af staten i forbindelse med statistik og analyse.

Flevoland består af 6 kommuner. Almere er provinsens folkerigeste kommune, mens Noordostpolder arealmæssigt er den største kommune i Flevoland. Urk har det laveste indbyggertal såvel som mindste areal.
| Kommune        | Indbyggertal | Areal      | COROP-område |
| -------------- | ------------ | ---------- | ------------ |
| Almere         | 224.355      | 129,60 km2 | Flevoland    |
| Dronten        | 43.700       | 333,89 km2 | Flevoland    |
| Lelystad       | 83.662       | 231,54 km2 | Flevoland    |
| Noordostpolder | 50.371       | 460,31 km2 | Flevoland    |
| Urk            | 21.865       | 11,53 km2  | Flevoland    |
| Zeewolde       | 23.773       | 248,54 km2 | Flevoland    |

De 6 kommuners placering i Flevoland:
1. Almere
2. Dronten
3. Lelystad
4. Noordoostpolder
5. Urk
6. Zeewolde

## Demografi
Flevoland har et indbyggertal på 445.373 (31. januar 2023) og en befolkningstæthed på 315 pr. km2. I januar 1990 havde provinsen 211.507 indbyggere. Det er Nederlandenes næstmindste provins målt på antal indbyggere. Flevoland har desuden Nederlandenes femte laveste befolkningstæthed. Kun Zeeland har færre indbyggere. Almere er provinsens folkerigeste kommune.

## Politik
Provinsrådet i Flevoland (nederlandsk: Provinciale Staten) består af 41 medlemmer med kongens kommissær i spidsen. Den nuværende kommissær er Leen Verbeek fra Arbejderpartiet (PvdA). Han afløste Michel Jager (1996-2008) fra Demokraterne 66 (D66) 1. november 2008. Flevolands provinsråd vælges af Flevolands indbyggere, mens kommissæren udpeges af kongen og den nederlandske regering. VVD er med 7 pladser det største parti i provinsrådet. Den daglige ledelse varetages af en lille styrelse (nederlandsk: Gedeputeerde Staten), hvis medlemmer (nederlandsk: gedeputeerden) kan sammenlignes med ministrene i en regering. Styrelsen ledes af kommissæren.

## Transport
To jernbanestrækninger skærer sig gennem provinsen Flevoland: Flevolijn, der strækker sig fra Weesp til Lelystad, og Hanzelijn, der fortsætter fra Lelystad til Zwolle.
| Strækning       | Stationer i Flevoland |
| --------------- | --- |
| Weesp-Lelystad  | Noord-Holland – Almere Poort – Almere Muziekwijk – Almere Centrum – Almere Parkwijk – Almere Buiten – Almere Oostvaarders – Lelystad Centrum |
| Lelystad-Zwolle | Lelystad Centrum – Dronten – Overijssel |

### Lufthavne
Flevoland er hjemsted for to flyvepladser: Lelystad Airport i Lelystad og Noordostpolder Flyveplads i Emmeloord.